# Apeadeiro de Óbidos
O Apeadeiro de Óbidos (nome anteriormente grafado como "Obidos"), é uma interface da Linha do Oeste, que serve a vila de Óbidos, no Distrito de Leiria, em Portugal.

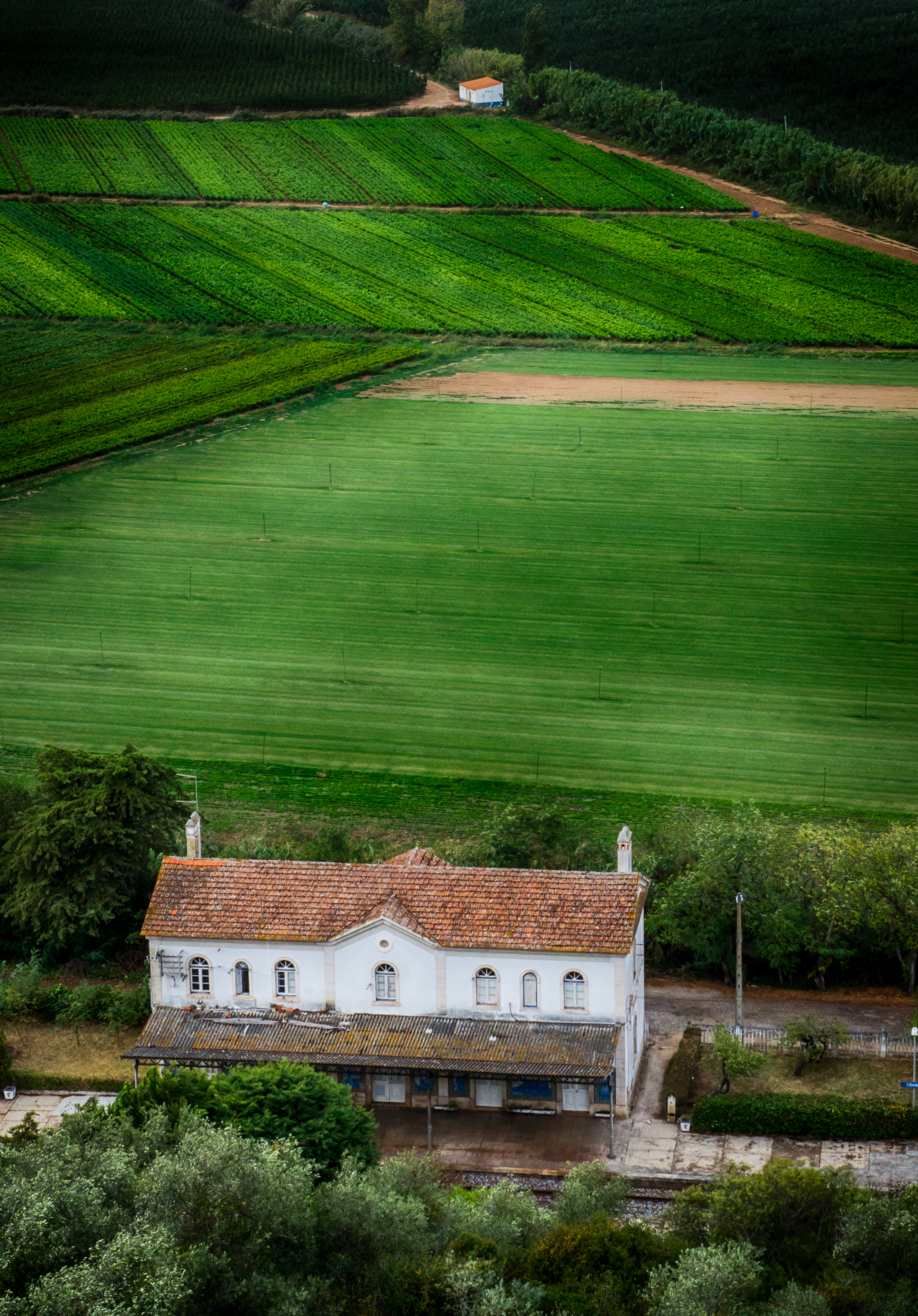
Aspeto do desativado edíficio de passageiros de Óbidos, visto do castelo em outubro de 2015.

## Descrição

### Localização e acessos
O local do edifício de passageiros da despromovida estação e atual apeadeiro de Óbidos situa-se a noroeste do aglomerado populacional muralhado numa distância linear mímima de apenas 122 m mas com um desnível de 60 m. É bem visível da muralha e torres mas dista por estrada entre 1,1 km e 716 m, consoante o tratejo — encurtável a menos de 200 m indo por caminhos de pé-posto na encosta. Todo o complexo da estação foi integrado na zona de proteção do Castelo de Óbidos instaurada em 1952, servindo a via férrea a sul da estação como limite noroeste do perímetro desta zona.
Nenhuma das sete carreiras locais de autocarro do serviço camarário “Obi” (concessionado à Rodoviária do Oeste) serve o local da estação de Óbidos, que é frequentado porém por uma das carreiras intermunicipais da mesma empresa (n.º 76), com 3-4 circulações diárias em período escolar (ainda que destas apenas uma passe também no centro da vila). As outras carreiras rodoviárias de longo e médio curso que servem a vila têm paragem em local distante da estação — a quase dois quilómetros, via EM575 e EN8=EN114 com desnível apreciável.

### Infraestrutura
O encerrado edifício de passageiros situa-se do lado noroeste da via (lado esquerdo do sentido ascendente, para Figueira da Foz). Como apeadeiro numa linha de via única, esta interface tem uma só plataforma, que tem 115 m de comprimento e 50 cm de altura.
A sul do apeadeiro (ao PK 98+632) existe uma passagem superior que leva a EM574-2, sendo a via férrea aqui o limite poente de Pinhal, um subúrbio moderno de Óbidos. A norte deste apeadeiro, já perto do limite municipal e urbano das Caldas da Rainha, existem ainda dois atravessamentos superiores da via (aos PK 101+886 e PK 101+952), que levam a A8.

### Serviços
Em dados de 2022, esta interface é servida por comboios de passageiros da C.P. de tipos regional e  inter-regional, com dez circulações diárias em cada sentido, entre Lisboa - Santa Apolónia / Mira-Sintra - Meleças e Caldas da Rainha / Coimbra-B.

## História

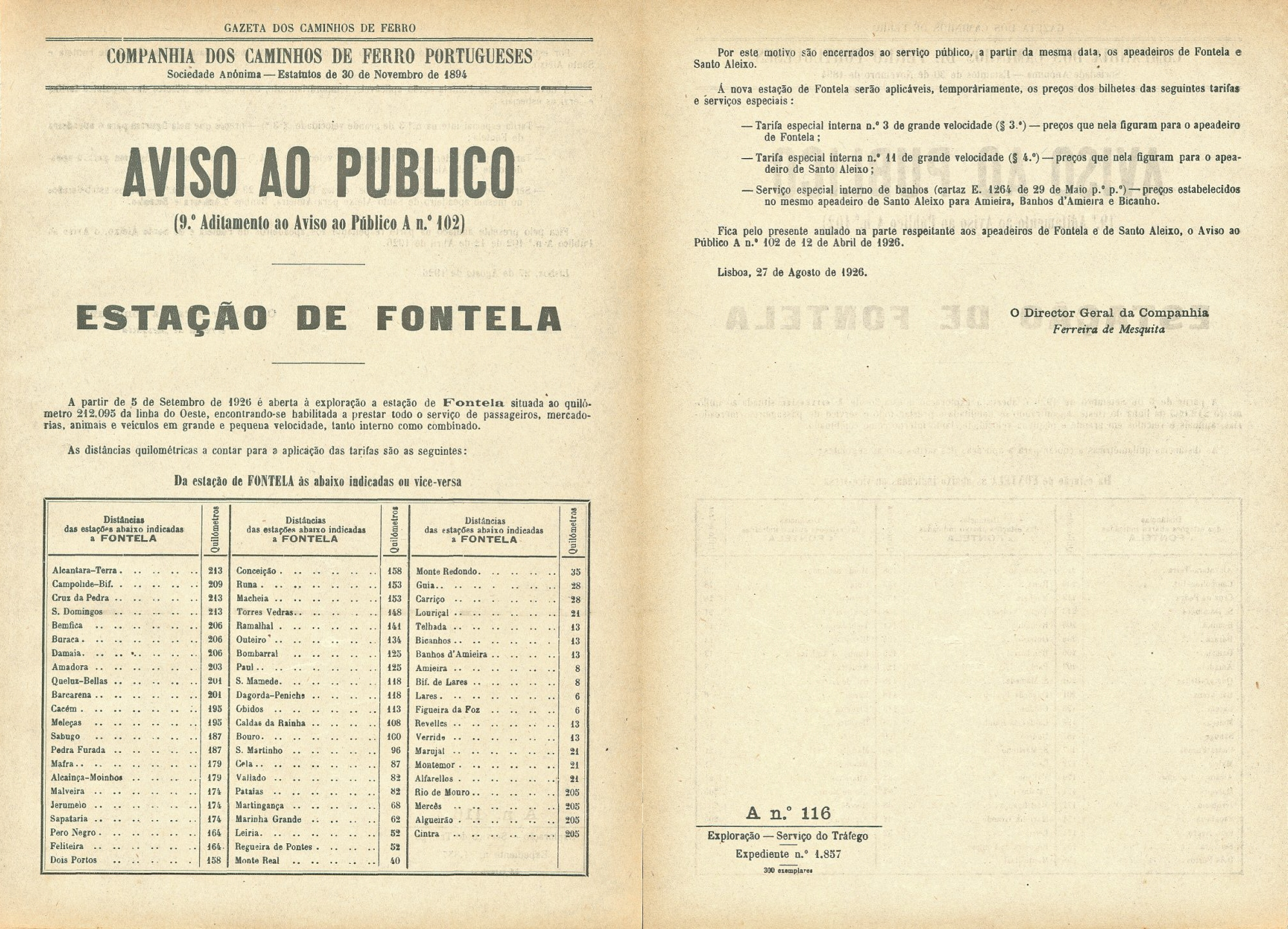
Aviso de 1926, onde ainda aparece a denominação original, "Obidos".

### Primeiros planos
Nos primeiros anos dos caminhos de ferro em Portugal, na década de 1850, as autarquias dos concelhos no Litoral Oeste começaram a exigir a construção de vias férreas pelas suas povoações, tendo defendido que a linha de Lisboa ao Porto servisse Torres Vedras, Peniche, Óbidos, Caldas da Rainha, Alcobaça e Leiria. Este esforço revelou-se infrutífero, uma vez que o governo decidiu que a linha deveria ir mais longe da costa, e só em 1869 é que foi novamente planeada a instalação de uma rede ferroviária na região Oeste, no sistema ligeiro Larmanjat, de Lisboa a Alcobaça. No entanto, a linha do Larmanjat não chegou a passar de Torres Vedras, tendo funcionado apenas alguns anos, devido a problemas financeiros.

### Planeamento e inauguração
Na década de 1880, ressurgiu a ideia de construir um caminho de ferro pesado na região do Oeste, desta vez pela Companhia Real dos Caminhos de Ferro Portugueses. Assim, este apeadeiro situa-se no lanço da Linha do Oeste entre Torres Vedras e Leiria, que abriu à exploração em 1 de Agosto de 1887.

### Décadas de 1910 e 1920
Em 1913, Óbidos era servida por carreiras de diligências até A-da-Gorda, Amoreira, Serra d'El-Rei, Atouguia da Baleia e Peniche.
Em Outubro de 1926, a Companhia dos Caminhos de Ferro Portugueses anexou uma carruagem de terceira classe aos comboios de mercadorias n.º 2505, que ligava Óbidos a Caldas da Rainha, e n.º 2540, entre Óbidos e Torres Vedras, para responder ao pico de procura durante as festas e a feira de Santa Iria, em Óbidos.
|  |  |  |  |  |  |  |  | FF |

|  |  |  |  |  |  |  |  |  |  |  |  |

|  |  |  |  |  |  |  |  |  |  |  |  |

|  |  |  |  |  |  |  |  |  |  |  |  |

|  |  |  |  |  |  |  |  |  |  |  | Ss |

|  |  |  |  |  |  |  |  |  |  |  |  |

|  |  |  |  |  |  |  |  |  |  |  |  |

|  |  |  |  |  |  |  |  |  |  |  |  |

|  |  |  |  |  |  |  | Lx |

| existentes |
| planeadas  |

|  |  |  |  |  |  |  |  | FF |

|  |  |  |  |  |  |  |  |  |  |  |  |

|  |  |  |  |  |  |  |  |  |  |  |  |

|  |  |  |  |  |  |  |  |  |  |  |  |

|  |  |  |  |  |  |  |  |  |  |  | Ss |

|  |  |  |  |  |  |  |  |  |  |  |  |

|  |  |  |  |  |  |  |  |  |  |  |  |

|  |  |  |  |  |  |  |  |  |  |  |  |

|  |  |  |  |  |  |  | Lx |

| existentes |
| planeadas  |

### Ligação planeada à Linha do Norte
Durante o mandato de António Cardoso Avelino na Pasta das Obras Públicas (1871-1876), fora feita uma tentativa para construir uma linha transversal de Ponte de Santana (na Linha do Norte) até São Martinho do Porto, passando pelo Cartaxo, Rio Maior, Óbidos, e Caldas da Rainha, que não teve sucesso. (O eixo Óbidos - Caldas - São Martinho viria a ser integrado na Linha do Oeste, construída na década seguinte.)

Posteriormente foram feitos novos planos para uma via férrea unindo as linhas do Norte e o Oeste, e em meados do Século XX o Distrito de Santarém estava a pedir a construção de uma linha do Setil a Peniche, que deveria cruzar-se com a Linha do Oeste nas Caldas da Rainha ou em Óbidos, segundo duas correntes de opinião diferentes.

### Décadas de 1950 e 1960

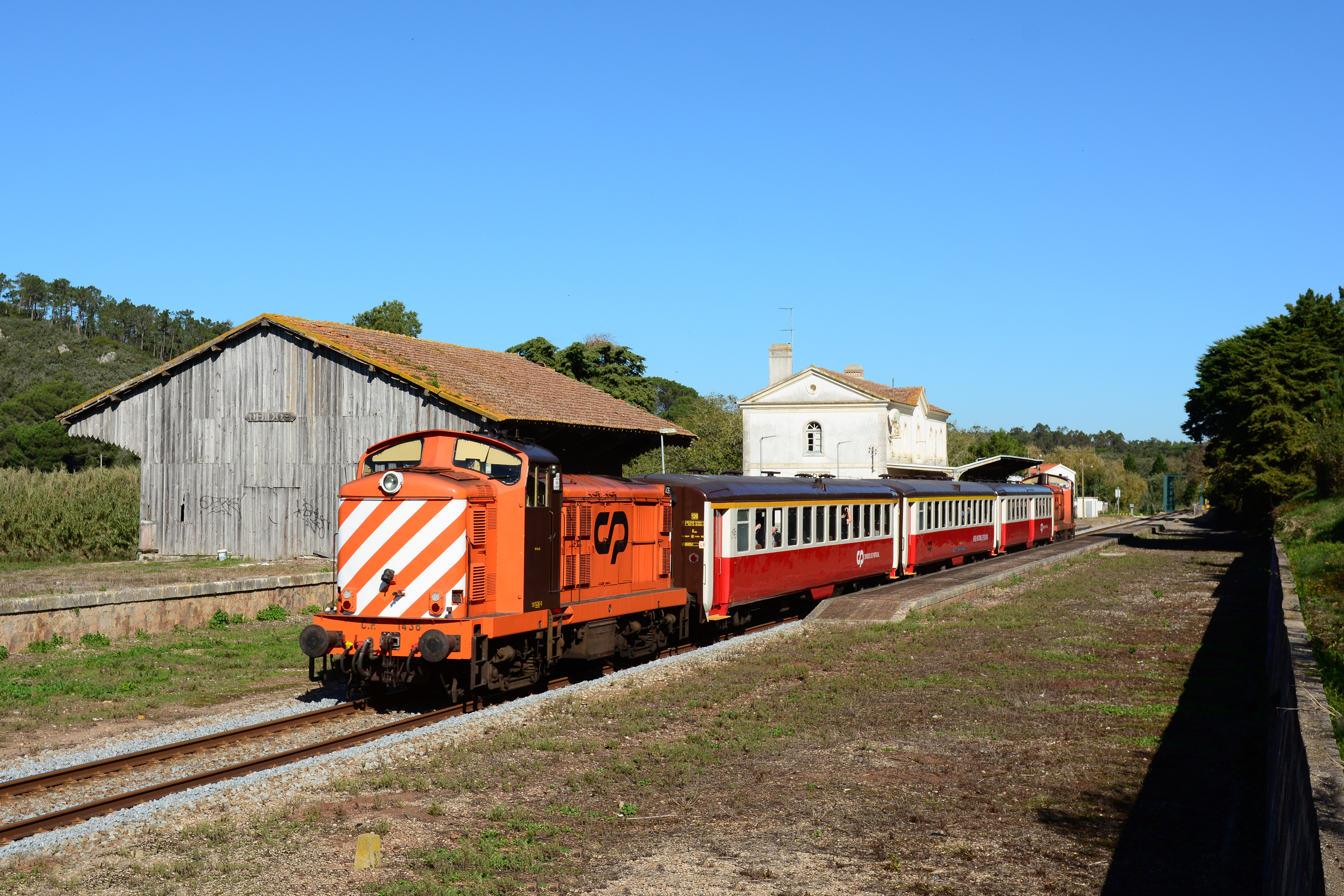
Comboio de entusiastas Caldas- passando em Óbidos em 2022, vendo-se o desuso da infraestutura.

Em 1958, a estação de Óbidos vendeu 18 874 bilhetes, sendo os meses mais movimentados Julho, Agosto e Setembro, enquanto que os períodos mais fracos foram de Fevereiro a Maio, uma situação normal naquela altura na Linha do Oeste, devido à procura balnear.

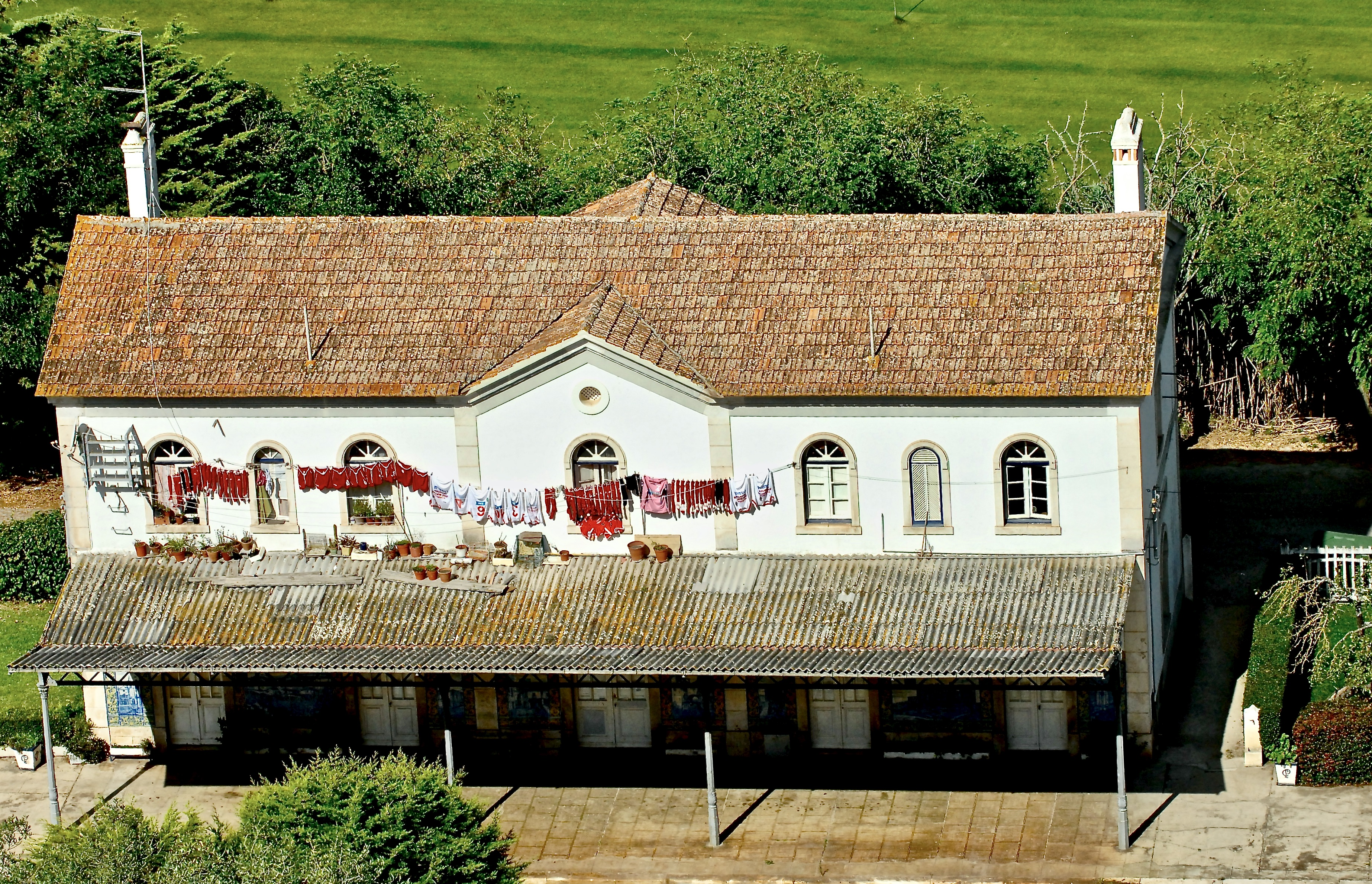
Edifício da estação em 2009, em aparente serviço de lavandaria a agremiação desportiva local.

Em 1961, a gare de Óbidos fazia serviço de passageiros e bagagens contava com cinco vias, sendo uma delas transversal (esta existia desde pelo menos 1957, tendo sido removido o segmento central antes de 1977, remanescendo duas placas giratórias, nas vias laterais, com cotos ortogonais). Em termos de transporte de carga, podia receber mercadorias no regime de Pequena Velocidade, na tarifa de pequenos volumes, e expedia, em regime de vagão completo, as seguintes mercadorias: trigo, milho e outros cereais, barrotes e toros para exportação e toros para minas nacionais, gado cavalar, muar e asinino, e fios e tecidos. No regime de grande velocidade, a principal mercadoria exportada foi frutas verdes. Ainda assim, Óbidos era das interfaces ferroviárias menos movimentadas da Linha do Oeste em termos de mercadorias, tendo registado apenas cerca de 3000 t em 1958, valor muito inferior aos registados em Valado, Martingança e Pataias.

### Décadas de 1990
Em 1996 a estação foi depromovida à categoria de apeadeiro, tendo sido levantadas a segunda via de circulação e todas as vias de resguardo. Em 1999 edifício da estação foi cedido à Câmara Municipal de Óbidos e aí funcionou inicialmente o respetivo Gabinete Técnico Florestal, ficando mais tarde ao abandono e alvo de degradação; em finais de 2015 o edifício voltou à gestão ferroviária. A estação e o seu entorno imediato permaneceram inalterados durante o grande despertar do turismo em Óbidos que se iniciou nos finais da década de 1990. Em 2015 foram avançadas propostas de aproveitamento turístico do imóvel por parte de operadores privados, incluindo um ex-Presidente da Câmara Municipal de Óbidos, chegando a tutela a considerar a sua alienação.

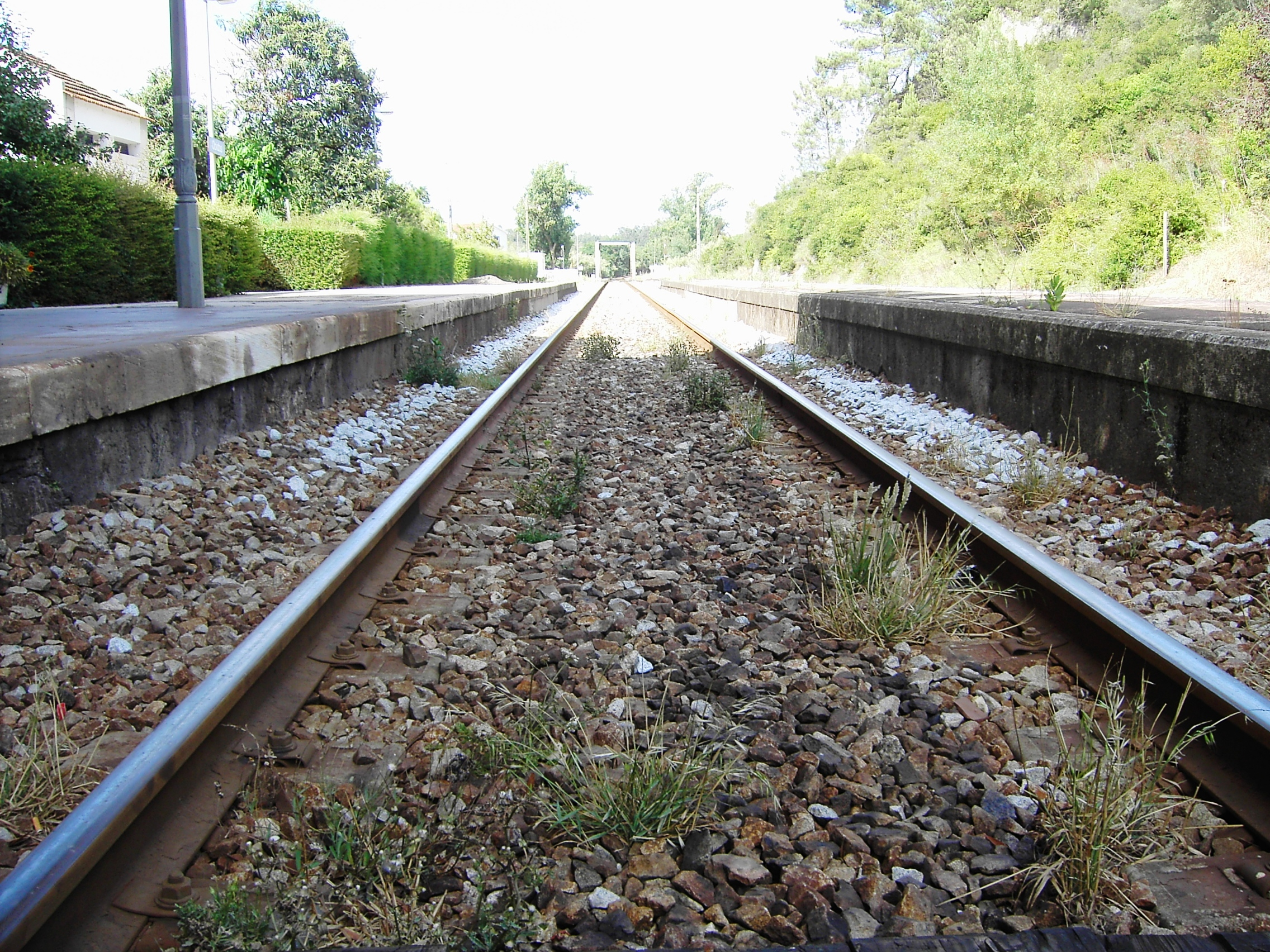
Aspeto da via a valorizar.

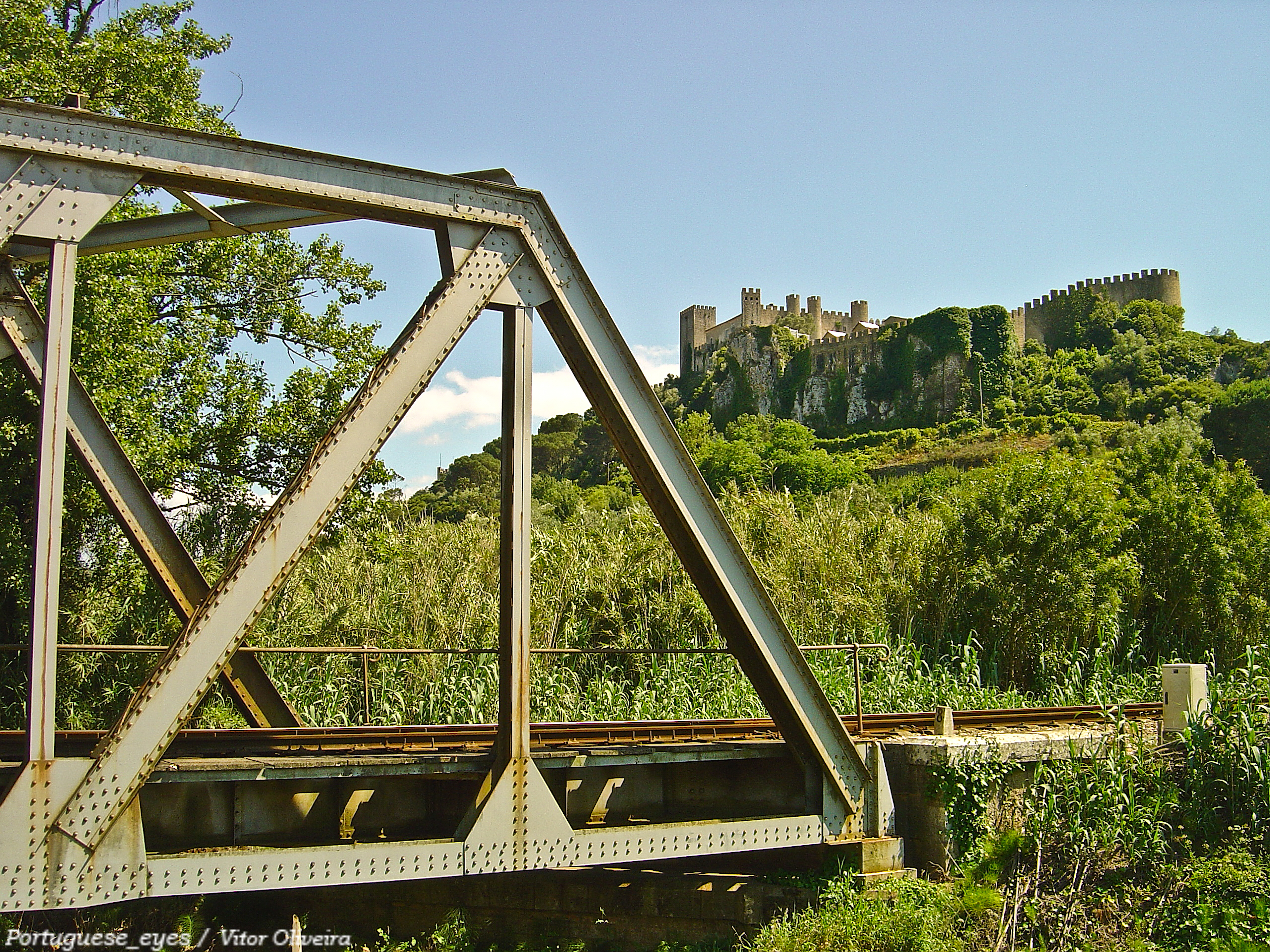
Ponte ferroviária sobre o rio Arnoia a norte da estação, com o castelo ao fundo.

### Modernização da Linha do Oeste
Nos finais da década de 2010 foi finalmente aprovada a modernização e eletrificação da Linha do Oeste; no âmbito do projeto de 2018 para o troço a sul das Caldas da Rainha, o Apeadeiro de Óbidos irá ser alvo de remodelação a nível das plataformas e respetivo equipamento; será porém desmontado o sistema ATV (sinalização para atravessamento de via seguro) existente (ao PK 99+598), sem que seja substituído por novo — caso único nesta empreitada. A modernização contemplará ainda a construção de uma nova passagem desnivelada (ao PK 99+780) que permitirá à EM575 (a “Estrada Real”) atravessar superiomente a via férrea e eliminar a passagem de nível rodoviária (ao PK 99+723) contígua à estação; será ainda eliminada uma passagem de nível vizinha (ao PK 99+832) que serve um estradão agrícola.